# Сент-Иллид
Сент-Илли́д (фр. Saint-Illide, окс. Sant Illide) — коммуна во Франции, находится в регионе Овернь. Департамент — Канталь. Входит в состав кантона Сен-Сернен. Округ коммуны — Орийак.
Код INSEE коммуны — 15191.
Коммуна расположена приблизительно в 430 км к югу от Парижа, в 100 км юго-западнее Клермон-Феррана, в 19 км к северо-западу от Орийака.

## Население
Население коммуны на 2008 год составляло 672 человека.
| 1962 | 1968 | 1975 | 1982 | 1990 | 1999 | 2008 |
| ---- | ---- | ---- | ---- | ---- | ---- | ---- |
| 893  | 959  | 802  | 717  | 701  | 668  | 672  |

## Администрация
| Период | Период | Фамилия          | Партия | Примечания               |
| ------ | ------ | ---------------- | ------ | ------------------------ |
| 1971   | 2001   | Марсель Верниоль |        | член генерального совета |
| 2001   |        | Франсуа Лашаз    |        | врач                     |

## Экономика
В 2007 году среди 391 человека в трудоспособном возрасте (15—64 лет) 235 были экономически активными, 156 — неактивными (показатель активности — 60,1 %, в 1999 году было 62,1 %). Из 235 активных работали 221 человек (120 мужчин и 101 женщина), безработных было 14 (4 мужчины и 10 женщин). Среди 156 неактивных 29 человек были учениками или студентами, 46 — пенсионерами, 81 были неактивными по другим причинам.